# Villa Paula Albarracín de Sarmiento
Villa Paula Albarracín de Sarmiento est une ville et le chef-lieu du Département de Chimbas, dans la province de San Juan en Argentine. Elle constitue la partie septentrionale de l'agglomération de la ville de San Juan, la capitale provinciale.